# Éber Moas
Éber Alejandro Moas Silveira (ur. 21 marca 1969 w Montevideo) – urugwajski piłkarz, występujący na pozycji środkowego obrońcy.
W trakcie niemal dwudziestoletniej profesjonalnej kariery grał w siedmiu klubach z czterech krajów - poza ojczystym Urugwajem (dwukrotnie w Danubio FC, ponadto gracz stołecznych Racing Clubu i Rentistas), a także w Argentynie (Independiente Avellaneda), Meksyku (CF Monterrey) i Brazylii (Vitória Salvador). Wywalczył dwa tytuły mistrza kraju - ligi urugwajskiej w 1988 roku i argentyńskiej w sezonie 1993/94 (Torneo Clausura). Półfinalista Copa Libertadores 1989.
Od 1988 do 1997 roku 48-krotnie bronił barw rodzimej reprezentacji. Wystąpił na czterech turniejach Copa América, tj. mistrzostwach kontynentu południowoamerykańskiego (1991, 1993, 1995 i 1997). W 1995 roku kadra pod wodzą Héctora Núñeza triumfowała w tych rozgrywkach, a Moas rozegrał 120 minut w finale z Brazylią na Estadio Centenario (1-1 pd., k. 5-3).